# Carlos Manuel Piedra
Carlos Manuel Piedra y Piedra, kubanski politik, * 1895, † 1988.
Piedraje bil predsednik Kube le sam dan in sicer 2. januarja 1959. To je bila posledica prenosa oblasti med Alliegrom in Castrom. Položaj je zasedel v skladu kubansko ustavo (1940), saj je bil najstarejši sodnik Vrhovnega sodišča Kube. Naslednji dan je podal odstop, da je položaj zasedel Castrov človek Manuel Urrutia Lleó.